# Jolotigo
Jolotigo is een bestuurslaag in het regentschap Pekalongan van de provincie Midden-Java, Indonesië. Jolotigo telt 1702 inwoners (volkstelling 2010).